# Juan de Orellana
Juan de Orellana (Talavera de la Reina, ? - costa de África, 1625); militar español, caballero de la Orden de Santiago, militó en Italia y fue capitán y sargento mayor de Lombardía.

## Vida
En 1625 fue trasladado a Brasil como maestre de campo a las órdenes de D. Fadrique de Toledo, con quien participó en la jornada del Brasil, expedición militar conjunta hispano-portuguesa destinada a liberar la ciudad de Salvador de Bahía, ocupada por las fuerzas holandesas el año anterior.
En el viaje de regreso a España, frente a la costa occidental de África, topó con un navío holandés y contra la voluntad de su tripulación acometió el abordaje. En la batalla ambos buques se incendiaron pereciendo D. Juan de Orellana junto con la mayor parte de su tripulación.